# Eparchie jerevansko-arménská
Eparchie jerevansko-arménská je eparchie ruské pravoslavné církve nacházející se v Arménii.

## Území a titul biskupa
Zahrnuje správní hranice území státu Arménie.
Eparchiálnímu biskupovi náleží titul biskup jerevanský a arménský.

## Historie
Dne 13. prosince 1912 byl rozhodnutím Svatého synodu zřízen jerevanský vikariát eparchie Mccheta a Kartalin gruzínského exarchátu. Tento vikariát sloužil pravoslavnému stádu na územích historické Arménie.
Po vyhlášení autokefality Gruzínské pravoslavné církve v březnu 1917 byl 10. července 1917 zřízen Kavkazský exarchát pro ruské a další negruzínské pravoslavné farnosti Zakavkazska, do jehož jurisdikce spadal jerevanský vikariát.
Po zrušení kavkazského exarchátu dne 21. února 1920 byl s největší pravděpodobností zrušen také jerevanský vikariát. Následně byla pravděpodobně založena samostatná eparchie. Je známo že 30. listopadu 1924 byl vysvěcen patriarchou Tichonem na biskupa jerevanského Antonij (Romanovskij). Následně řídily toto území s největší pravděpodobností biskupové z Baku.
Dne 19. listopadu 1943 se Svatý synod Ruské pravoslavné církve rozhodl po obnovení eucharistického společenství s Gruzínskou pravoslavnou církví požádat patriarchu-katholikose aby přijal církevní správu nad ruskými farnostmi v Arménii.
V carských dobách se na území Arménie a Karabachu nacházelo kolem šedesáti farností. Během sovětského období byla většina zavřena a zničena.
Roku 1991 se farnosti v Arménii dostali do jurisdikce krasnodarské a kubáňské eparchie.
Od října 1994 byly farnosti převedeny do jurisdikce majkopské eparchie a následně do jekatěrinodarské eparchie. 
Dne 27. prosince 2016 Svatý synod po zvážení otázky arcipastorační péče o farnosti Ruské pravoslavné církve v Arménské republice vytvořil patriarchální blahočiní.
Dne 15. října 2021 byla rozhodnutím Svatého synodu zřízena  eparchie jerevansko-arménská.

## Seznam biskupů

### Jerevanský vikariát eparchie Mccheta a Kartalin gruzínského exarchátu
- 1912–1915 Pimen (Pegov)
- 1915–1916 Leontij (von Wimpffen)
- 1916–1917 Damian (Govorov)

### Jerevanská eparchie
- 1924–1927 Antonij (Romanovskij)
- 1928–1930 Serafim (Protopopov), dočasný administrátor

### Patriarchální blahočiní ruských farností v Arménii
- 2016–2021 Leonid (Gorbačov)

### Jerevansko-Arménská eparchie
- 2021–2023 Leonid (Gorbačov)
  - od 2023 Aksij (Lobov) dočasný správce